# Vantablack

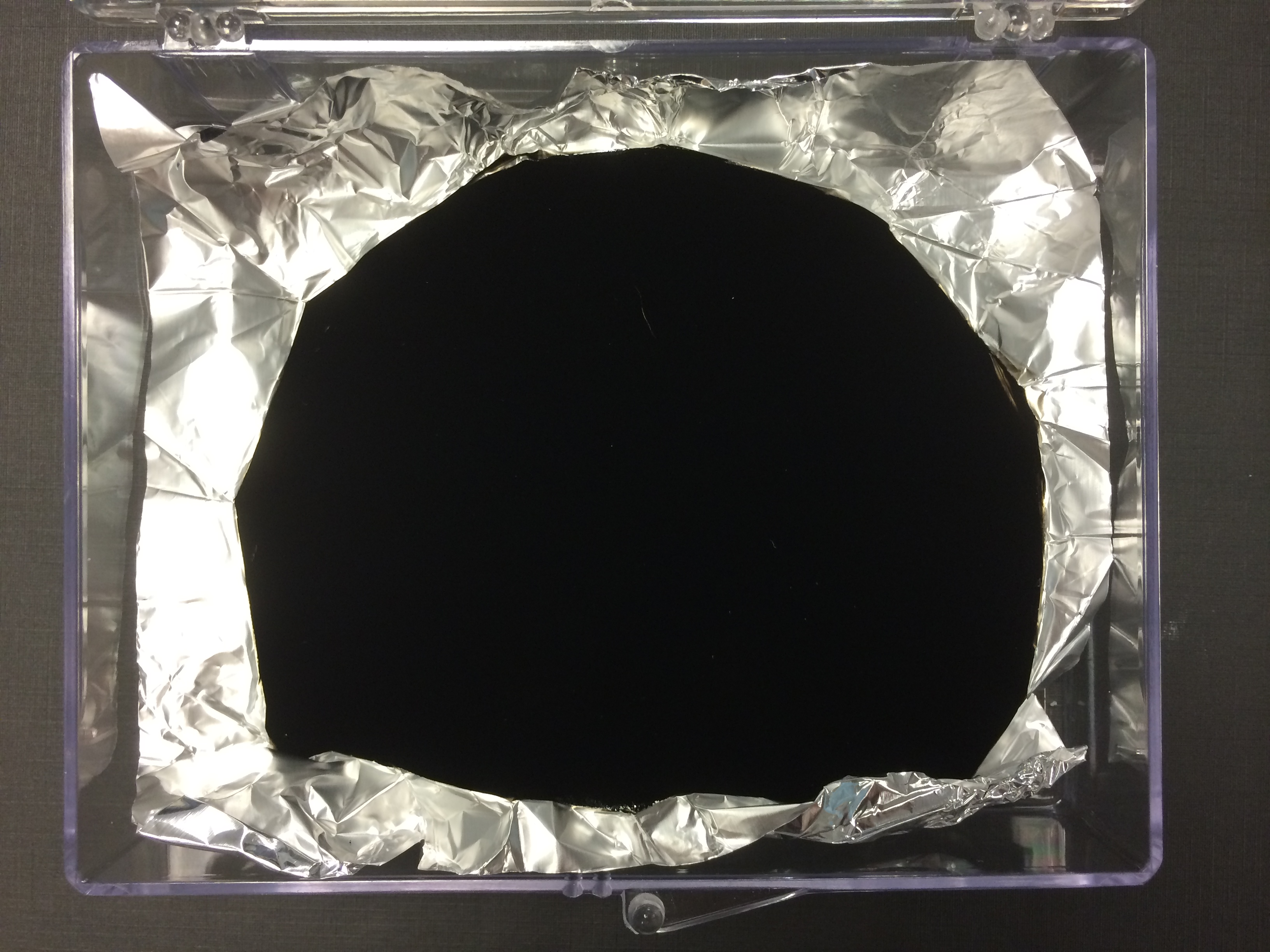
Vantablack

Vantablack je látka složená z uhlíkových nanotrubic a je to nejčernější známá látka, absorbuje až 99,965 % viditelného spektra. Když na ni dopadne světlo, neodrazí se, ale zachytí a vychýlí mezi trubice.

## Název
Název pochází z anglického termínu: "Vertically Aligned NanoTube Arrays".